# Culex reidi
Culex reidi är en tvåvingeart som beskrevs av Donald Henry Colless 1965. Culex reidi ingår i släktet Culex och familjen stickmyggor. Inga underarter finns listade i Catalogue of Life.